# Alfabeto cirílico serbio
El alfabeto cirílico serbio (en serbio: српска ћирилица, srpska ćirilica), también llamado vukovica (en serbio: вуко́вица) por el nombre de su creador  o sencillamente azbuka tiene 30 letras cirílicas, correspondiendo a cada una un sonido.

## Historia

### Historia temprana

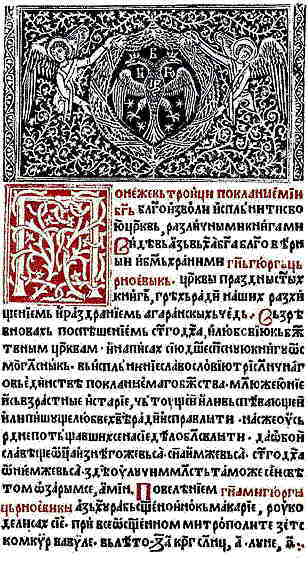
Octoechos de Cetiña

Según la tradición, el primer alfabeto de la región fue el glagolítico, inventado por los hermanos misioneros bizantinos Cirilo y Metodio en la década de 860 para servir a la cristianización de los eslavos. El cirílico fue creado por los discípulos de Cirilo por orden de Boris I de Bulgaria, quizá en la Escuela Literaria de Preslav en la década de 890.
La primera forma de cirílico fue el ustav, basado en la escritura uncial griega, aumentada con ligaduras y letras del alfabeto glagolítico para las consonantes que no se encontraban en griego. No había distinción entre mayúsculas y minúsculas. La lengua literaria eslava se basaba en el dialecto búlgaro de Tesalónica.
Forman parte del patrimonio literario serbio de la Edad Media obras como el Evangelio de Vukan, Zakonopravilo, Códice de Dušan, Salterio Serbio de Múnich y otras. El primer libro impreso en serbio fue el Octoechos de Cetiña (en serbio: Цетињски октоих, 1494).

### Reforma de Karadžić

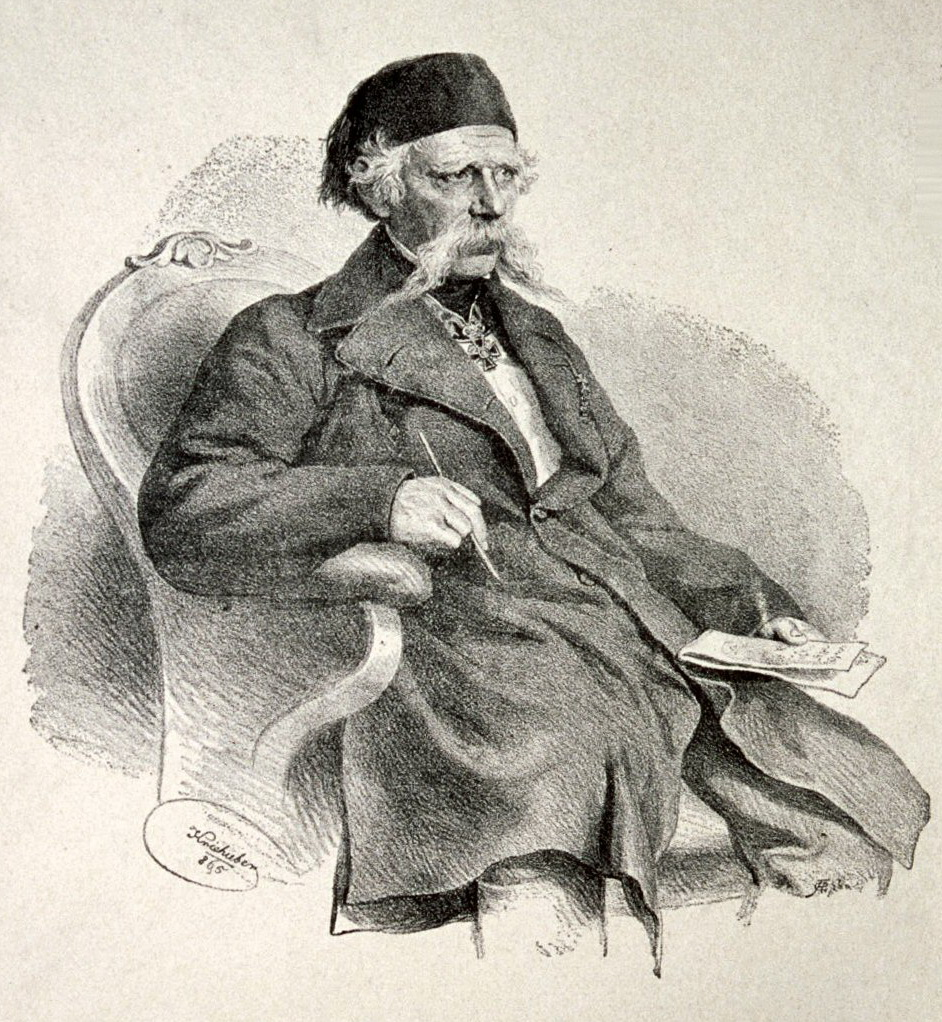
Vuk Stefanović

Fue creado por Vuk Stefanović Karadžić en 1818, convirtiéndose en oficial en 1868. Karadžić creó este alfabeto haciéndose referencia del alfabeto ruso igualmente utilizado, en esa época, en Serbia. El alfabeto cirílico serbio, según el trabajo de Krste Misirkov y Venko Markovski, ha servido de base para el alfabeto cirílico macedonio.
Se creó con base en el alfabeto ruso de la época, el cual era empleado en Serbia, eliminando algunas letras como la і, la ю, la й, la ъ, la ь, la щ y la я, agregando por su parte seis nuevos caracteres: la ћ, la ђ, la љ, la њ, la ј y la џ. La ћ se retomó del antiguo alfabeto glagolítico de Cirilo y Metodio (El Evangelio de Miroslav, por ejemplo, se escribió en glagolítico), unos monjes ortodoxos de origen eslavo que en 894 cumplieron procesos de evangelización entre los pueblos eslavos. Por su parte, la ђ la creó Lukijan Mušicki basándose en la ћ, la љ y la њ. La л+ь y la н+ь ligaduras, la ј del alfabeto latino.
Siguiendo esta reforma del cirílico llevada a cabo por Vuk Karadžić, 12 años después, en la década de 1830 el Ljudevit Gaj hizo lo mismo con el latín, utilizando el sistema checo y produciendo una correlación grafema-fonema uno a uno entre las ortografías cirílica y latina, dando lugar a un sistema paralelo.

## Caracteres
El siguiente cuadro muestra las formas mayúsculas y minúsculas del alfabeto cirílico serbio, junto con el equivalente en serbio latino y alfabeto fonético internacional:

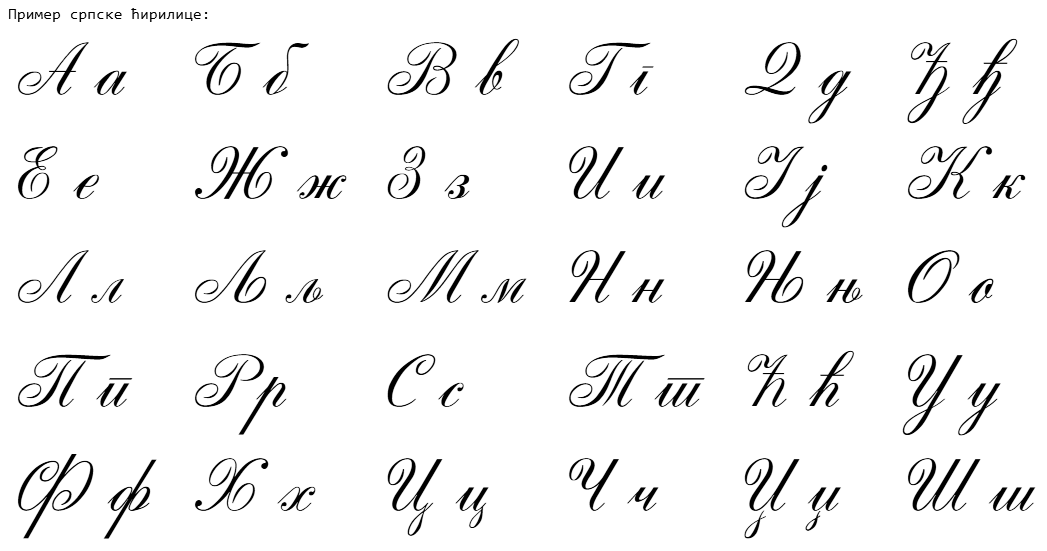

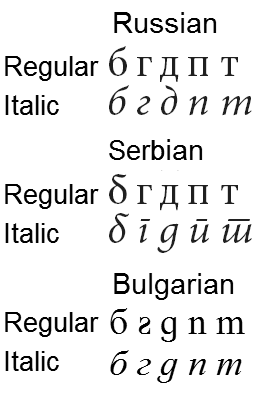

| Alfabeto cirílico Alfabeto latino AFI | А а A /a/ | Б б B /b/ | В в V /ʋ/  | Г г G /ɡ/  | Д д D /d/ | Ђ ђ Đ /dʑ/ | Е е E /ɛ/  | Ж ж Ž /ʒ/  | З з Z /z/   | И и I /i/ |
| Alfabeto cirílico Alfabeto latino AFI | Ј ј J /j/ | К к K /k/ | Л л L /l/  | Љ љ Lj /ʎ/ | М м M /m/ | Н н N /n/  | Њ њ Nj /ɲ/ | О о O /ɔ/  | П п P /p/   | Р р R /r/ |
| Alfabeto cirílico Alfabeto latino AFI | С с S /s/ | Т т T /t/ | Ћ ћ Ć /tɕ/ | У у U /u/  | Ф ф F /f/ | Х х H /x/  | Ц ц C /ts/ | Ч ч Č /tʃ/ | Џ џ Dž /dʒ/ | Ш ш Š /ʃ/ |

## Los dos alfabetos usados en Serbia
El idioma serbio se escribe con dos alfabetos, el cirílico y el latino. El primero se utiliza en los diarios de referencia como Politika mientras que el segundo se emplea en publicaciones populares, como Blic, o en diarios de oposición o progresistas como Danas. Entre ellos son casi biyectivos, pues el paso de uno a otro sigue sencillas reglas mecánicas. Sin embargo, algunas excepciones se presentan con injekcija/инјекција (inyección), y el hecho de que las letras -nj- se transcriban -нј- y no њ.
Aunque la administración serbia prefiere el cirílico, en algunos documentos emplea el latino. En consecuencia, es necesario para sus ciudadanos dominar los dos alfabetos, que son enseñados en la escuela primaria. En ese sentido, la Wikipedia en serbio dispone para todos sus artículos de versiones en ambos alfabetos. Los botones para realizar los cambios son «Latinica» (latino) y "ћирилица" (cirílico).